# Electric Wizard/Orange Goblin
Electric Wizard/Orange Goblin – wydany przez Orange Goblin, singel typu split, nagrany z Electric Wizard w 1997 roku.
Materiał umieszczony przez Orange Goblin na tym wydawnictwie to faktycznie singel Nuclear Guru.

## Lista utworów
Electric Wizard
1. Chrono. Naut/Chrono. Naut Phase II (Chaos Revealed)

Orange Goblin
1. Nuclear Guru
2. Hand of Doom

## Wykonawcy
- Joe Horae – gitara
- Pete O'Malley – gitara
- Martyn Millard – gitara basowa
- Chris Turner – perkusja
- Ben Ward – wokal